# HMS Encounter (H10)
Lo HMS Encounter (pennant number H10) fu un cacciatorpediniere della Royal Navy britannica appartenente alla classe E, entrato in servizio nel settembre del 1934.
Attivo durante la seconda guerra mondiale, il cacciatorpediniere servì su un gran numero di teatri bellici tanto in Europa quanto in Asia. Allo scoppio della guerra l'Encounter fu in forza alla Home Fleet, operando nella scorta ai convogli nelle acque di casa oltre a prendere parte alla campagna di Norvegia. Nel luglio 1940 fu inviato a operare nel teatro bellico del mar Mediterraneo, servendo tanto in forza alla Force H di Gibilterra che alla Mediterranean Fleet di base ad Alessandria d'Egitto: tra le varie azioni, il cacciatorpediniere prese parte alla battaglia di capo Teulada e al bombardamento navale di Genova, nonché a svariate operazioni di protezione dei convogli diretti a Malta. Nel novembre 1941 infine l'unità fu riassegnata in forza alla Eastern Fleet nell'oceano Indiano, trasferendosi ai primi di dicembre nella base di Singapore.
Dopo l'ingresso in guerra dell'Impero giapponese e l'avvio delle operazioni belliche sul fronte del Pacifico, l'Encounter prese parte alla campagna delle Indie orientali olandesi con le forze inter-alleate dell'American-British-Dutch-Australian Command. Sopravvissuto indenne alla grave sconfitta alleata nella prima battaglia del Mare di Giava del 27 febbraio 1942, mentre cercava di evacuare da Giava l'Encounter finì affondato il 1º marzo seguente da unità navali giapponesi durante la seconda battaglia del Mare di Giava.

## Storia

### Entrata in servizio e prime operazioni
Impostata nei cantieri della Hawthorn Leslie and Company di Hebburn il 15 marzo 1933, la nave fu varata il 29 marzo 1934 con il nome di Encounter ("incontro", "scontro" in lingua inglese), quinta unità della Royal Navy a portare questo nome; l'unità entrò poi in servizio il 2 novembre 1934, venendo assegnata alla 5th Destroyer Flotilla della Home Fleet. Durante il periodo interbellico la nave fu più volte rischierata nel mar Mediterraneo, in particolare durante il periodo di crisi diplomatica tra Regno Unito e Regno d'Italia conseguente la guerra d'Etiopia e poi durante la guerra civile spagnola, quando pattugliò le acque della penisola iberica in funzione di contrasto del contrabbando di armi; per tre volte la nave riportò danni in collisioni accidentali durante i suoi periodi di servizio nel Mediterraneo. Benché designato per essere passato in riserva all'inizio del 1939, il cacciatorpediniere rimase invece in condizioni di armamento con una ciurma composta di riservisti richiamati in servizio.
Con l'aumentare delle tensioni belliche in Europa, alla fine di agosto 1939 l'Encounter fu portato in piena condizione di combattimento e assegnato alla 12th Destroyer Flotilla di base a Portland nel sud dell'Inghilterra; il 26 agosto la nave partecipò a una rivista navale a Weymouth alla presenza del sovrano Giorgio VI del Regno Unito. Dopo l'inizio delle ostilità con la Germania nazista il 3 settembre 1939, il cacciatorpediniere fu impegnato nel pattugliamento degli approcci sud-occidentali alle isole britanniche e nella scorta ai convogli di mercantili che arrivavano nel Regno Unito attraverso l'oceano Atlantico; dopo aver riportato danni a causa del maltempo in ottobre, la nave fu sottoposta a riparazioni nei cantieri della base navale di Devonport, al termine dei quali in novembre fu rischierata nella base settentrionale di Scapa Flow. Da qui l'Encounter operò in difesa dei convogli che facevano la spola tra la Scozia e la Norvegia: fino alla fine di marzo 1940 il cacciatorpediniere partecipò alla protezione di otto convogli lungo la rotta Methil - Bergen senza far registrare scontri con il nemico.
Il 4 aprile 1940 l'Encounter scortò a Flakstadøya nelle isole Lofoten la petroliera British Lady, incaricata di supportare le unità posamine britanniche assegnate all'imminente operazione Wilfred (il minamento delle rotte commerciali seguite dai tedeschi in Norvegia). L'azione britannica fu prevenuta il 9 aprile seguente dall'avvio dell'invasione tedesca della Norvegia, e l'Encounter fu quindi riassegnato alla forza da battaglia della Home Fleet per operare nelle acque norvegesi: nelle settimane seguenti la nave fu assegnata a operazioni di scorta e appoggio alle unità terrestri degli Alleati impegnate negli scontri della battaglia di Narvik, conducendo anche il 24 aprile un bombardamento della stessa Narvik inserita in una formazione capitanata dalla nave da battaglia HMS Warspite. Dai primi di maggio l''Encounter operò invece come unità di scorta per la portaerei HMS Ark Royal al largo delle coste norvegesi, prima di rientrare a Rosyth per sottoporsi a lavori di manutenzione di routine.
Il 2 giugno 1940 l'Encounter e il cacciatorpediniere HMS Mashona fornirono protezione alle operazioni di recupero di materiale dal relitto della nave posareti Astronomer, silurata da un U-Boot e incagliata al largo di Kinnaird Head. Dopo aver subito danni a causa di un incaglio, l''Encounter fu messo in cantiere a Sheerness per lavori di riparazione protrattisi dal 20 giugno al 19 luglio 1940.

### Servizio nella Force H
Al rientro in squadra l'Encounter fu riassegnato al teatro bellico del mar Mediterraneo, dove dal giugno precedente avevano avuto inizio le ostilità con l'Italia; il cacciatorpediniere raggiunse quindi Gibilterra il 30 luglio scortando un convoglio di rifornimenti, e una volta a destinazione fu messo in organico alla locale Force H britannica dell'ammiraglio James Somerville. Già il 31 luglio l'Encounter partecipò alla sua prima azione nel teatro, scortando con altri cacciatorpediniere la portaerei HMS Argus diretta a lanciare velivoli di rinforzo per la guarnigione di Malta (operazione Hurry); completato il lancio dei velivoli, la formazione si riunì a sud della Sardegna con il resto della Force H (nel frattempo impegnata a lanciare attacchi aerei su Cagliari), rientrando a Gibilterra il 4 agosto. Tra il 30 agosto e il 5 settembre seguenti l'Encounter fu impegnato invece negli eventi dell'operazione Hats, scortando uno scaglione delle forze di Somerville diretto a lanciare attacchi aerei nel sud della Sardegna per coprire una serie di movimenti navali britannici nel Mediterraneo centrale.
Tra il 12 e il 14 settembre l'Encounter scortò l'incrociatore da battaglia HMS Renown, uscito da Gibilterra per impedire la sortita in Atlantico di una formazione di unità navali francesi fedeli al Governo di Vichy; l'operazione non andò a buon fine per i britannici, e le navi francesi evasero l'intercettamento andando poi a giocare un ruolo importante nel successivo insuccesso alleato nella battaglia di Dakar del 23-25 settembre. Tra settembre e ottobre 1940 l'Encounter fu impegnato in missioni di pattugliamento anti-sommergibili e di scorta ai convogli fuori da Gibilterra, comprensivi anche del monitoraggio dei movimenti delle navi di Vichy da e per il porto di Casablanca. Il 6 novembre il cacciatorpediniere salpò di scorta al Renow inviato a coprire l'arrivo di alcuni convogli a Gibilterra; al largo di Cabo de São Vicente l'Encounter speronò intenzionalmente il sommergibile britannico HMS Utmost dopo averlo erroneamente scambiato per un battello nemico: pur danneggiato, il sommergibile riuscì comunque a rientrare a Gibilterra. Dopo aver riportato danni strutturali nella collisione, l'Encounter rientrò a Gibilterra il 7 novembre con la scorta del cacciatorpediniere HMS Forester per sottoporsi a lavori di manutenzione.
Tornato in squadra, il 25 novembre l'Encounter lasciò Gibilterra con il resto della Force H per coprire l'invio di un convoglio di rifornimenti diretto a Malta (operazione Collar). Il cacciatorpediniere fu quindi presente, il 27 febbraio seguente, alla battaglia di capo Teulada, un inconcludente scontro nelle acque a sud della Sardegna tra le navi di Somerville e la flotta da battaglia italiana conclusosi con un ripiegamento reciproco dopo un breve scambio di cannonate; l'Encounter rientrò quindi senza danni a Gibilterra il 29 novembre con il resto della Force H. Tra il 20 e il 24 dicembre il cacciatorpediniere partecipò alle manovre di copertura a favore di un convoglio diretto a Malta (operazione Hide), senza far registrare scontri con il nemico. Dopo aver scortato la portaerei HMS Furious da Freetown a Takoradi in gennaio, tra il 31 gennaio e il 4 febbraio 1941 l'Encounter accompagnò le unità della Force H dirette a lanciare un attacco aereo contro la Diga di Santa Chiara nel sud della Sardegna (operazione Picket); piani per condurre un successivo attacco al porto di Genova furono abbandonati a causa delle pessime condizioni meteo, e le unità britanniche rientrarono a Gibilterra. Il 6 febbraio la Force H riprese il mare con direzione Genova (operazione Grog), e l'Encounter fornì quindi scorta alle unità da battaglia di Somerville che il 9 febbraio seguente cannoneggiarono impunemente il porto ligure, per poi tornare a Gibilterra l'11 febbraio.

### Servizio nella Mediterranean Fleet
Il 24 febbraio l'Encounter e il cacciatorpediniere HMS Isis furono riassegnati dalla Force H alla Mediterranean Fleet, di base ad Alessandria d'Egitto e al comando dell'ammiraglio Andrew Cunningham: dopo aver lasciato Gibilterra, i due cacciatorpediniere si aggregarono il 28 febbraio alla scorta del convoglio WS 6A impegnato nel periplo dell'Africa, doppiando il Capo di Buona Speranza e raggiungendo Aden in marzo. Qui l'Encounter fu temporaneamente distaccato per svolgere missioni di scorta la traffico navale del Mar Rosso; dopo aver scortato a Moudros in Grecia una nave da trasporto incaricata di evacuare la locale guarnigione, il cacciatorpediniere raggiunse infine Alessandria il 15 aprile seguente. Il 18 aprile l'Encounter accompagnò le unità da battaglia della Mediterranean Fleet sortite da Alessandria per coprire l'invio di un convoglio a Malta (operazione MD 3); nel corso dell'azione il cacciatorpediniere fu distaccato di scorta alla petroliera Breconshire, arrivando a Malta il 21 aprile dove fu messo in cantiere per svolgere lavori di manutenzione nei cantieri di La Valletta. L'isola si trovava tuttavia sotto pesanti attacchi aerei da parte dei velivoli dell'Asse, attacchi a cui anche l'Encounter non sfuggì: mentre era fermo in porto, il 29 aprile il cacciatorpediniere ricevette alcuni danni da una bomba esplosa nelle vicinanze, ma il giorno dopo fu centrato in pieno da una bomba nel corso di un nuovo raid aereo subendo gravi danni strutturali. Altri danni furono registrati il 16 maggio, quando la nave fu nuovamente colpita da una bomba durante un'incursione aerea: furono necessari numerosi interventi di riparazione all'apparato motore e alle caldaie prima che l'Encounter potesse tornare in servizio verso la fine di luglio 1941.
Ora capace di prendere il mare, l'Encounter fu quindi assegnato all'operazione Substance, una serie di complessi movimenti navali britannici intrapresi nel Mediterraneo centrale tra l'11 e il 28 luglio 1941; il cacciatorpediniere, in particolare, salpò da Malta il 23 luglio come unica scorta di un gruppo di mercantili scarichi diretti verso Gibilterra. Nel corso del transito attraverso il canale di Sicilia l'Encounter fu più volte attaccato da velivoli siluranti italiani, ma non riportò alcun danno e il 26 luglio arrivò a Gibilterra con i mercantili che scortava. Tornato in organico alla Force H, l'Encounter partecipò il 31 luglio a una sortita delle unità da battaglia di Somerville, una mossa diversiva per distogliere l'attenzione degli italiani da un nuovo invio di rifornimenti a Malta (operazione Style); senza essere stato coinvolto in scontri con il nemico, il cacciatorpediniere rientrò con il resto della formazione a Gibilterra il 4 agosto seguente. Tra il 10 e il 13 agosto l'Encounter fu aggregato alla scorta del convoglio HG70, diretto da Gibilterra nel Regno Unito, mentre tra il 21 e il 26 agosto accompagnò una nuova sortita della Force H nel Mediterraneo occidentale volta a coprire l'invio di due mercantili a Malta e del posamine HMS Manxman nel Mar Tirreno per minare gli accessi al porto di Livorno (operazione Mincemeat), rientrando alla base senza aver avuto scontri con il nemico.
Il 4 settembre 1941 l'Encounter si aggregò in Atlantico alla scorta del convoglio WS11, salpato dal Regno Unito e diretto a Singapore; dopo una sosta a Freetown, il cacciatorpediniere accompagnò il convoglio nel doppiaggio del Capo di Buona Speranza e nell'ingresso nell'oceano Indiano, per poi separarsi da esso il 21 settembre e raggiungere in maniera indipendente Aden il 26 settembre. Arrivato ad Alessandria il 16 ottobre via canale di Suez, l'Encounter tornò in forza alla Mediterranean Fleet: aggregato allo Inshore Squadron, il cacciatorpediniere fu incaricato di scortare i convogli di rifornimento diretti da Alessandria a Tobruch; nell'ambito di queste operazioni, il 25 ottobre l'unità soccorse i naufraghi del posamine HMS Latona, affondato in un attacco aereo al largo di Bardia mentre procedeva per Tobruch carico di truppe e rifornimenti.

### Il trasferimento in Oriente
Il 14 novembre 1941 l'Encounter fu riassegnato in forza alla Eastern Fleet britannica dislocata nell'oceano Indiano, salpando il giorno dopo da Alessandria in coppia con il cacciatorpediniere HMS Jupiter; le due navi si trasferirono prima ad Aden il 19 novembre e quindi a Colombo il 26 novembre, dove l'Encounter dovette risolvere alcuni problemi ai motori. Il 29 novembre l'Encounter e il Jupiter si unirono al largo di Trincomalee alla nave da battaglia HMS Prince of Wales, all'incrociatore da battaglia HMS Repulse e ai cacciatorpediniere HMS Electra e HMS Express per formare la Force Z agli ordini dell'ammiraglio Thomas Phillips; la formazione fece quindi rotta per Singapore dove arrivò il 2 dicembre seguente.
Subito dopo essere arrivato nella base di Singapore, l'Encounter fu messo in cantiere per svolgere lavori di manutenzione all'apparato motore; il cacciatorpediniere era ancora in cantiere quando, l'8 dicembre 1941, l'Impero giapponese dichiarò guerra a Stati Uniti d'America, Regno Unito e Paesi Bassi aprendo un nuovo fronte di ostilità nel Pacifico. Assente alla disastrosa sconfitta della Force Z al largo della Malesia il 10 dicembre, l'Encounter tornò in servizio il 13 dicembre venendo subito assegnato alla scorta dei convogli di rifornimento lungo la rotta Bombay - Singapore; il 13 gennaio 1942 il cacciatorpediniere raggiunse Batavia nelle Indie orientali olandesi per completare i lavori di pulizia e manutenzione delle caldaie di bordo. Riassegnato alle forze navali da battaglia dell'American-British-Dutch-Australian Command (ABDA Command) alla fine di gennaio, l'Encounter svolse pattugliamenti di sorveglianza e di scorta ai convogli nella zona degli approcci occidentali alle Indie olandesi; il 5 febbraio, mentre rientrava a Batavia dalla scorta al convoglio BM 12 diretto a Singapore, il cacciatorpediniere fu fatto oggetto a nord-est dello Stretto della Sonda del lancio di quattro siluri da parte del sommergibile giapponese RO-34, i quali tuttavia mancarono il bersaglio. Il 6 febbraio l'Encounter prese a rimorchio il cacciatorpediniere Isis, incapace di muovere ma evacuato da Singapore verso Batavia visto che la città era prossima a cadere in mano ai giapponesi; il traino dovette essere tuttavia abbandonato perché il relativo cavo si era staccato e impigliato nelle eliche dell'Encounter: l'Isis fu portato a Batavia dal sopraggiunto Electra, mentre l'Encounter arrivò più tardi una volta risolto il problema alle eliche.
Il 25 febbraio 1942 l'Encounter, l'Electra e il Jupiter lasciarono Batavia di scorta agli incrociatori HMS Exeter e HMAS Perth, inviati a Surabaya per unirsi al grosso delle forze navali dell'ABDA Command comandato dal schout-bij-nacht (retroammiraglio) olandese Karel Doorman. Le forze giapponesi stavano convergendo in forze sul punto centrale delle Indie olandesi, l'isola di Giava, e la sera del 26 febbraio le forze di Doorman lasciarono Surabaya per tentare di intercettare la flotta d'invasione nipponica segnalata in avvicinamento all'isola; nel corso del 27 febbraio le navi alleate si scontrarono quindi con i giapponesi nella battaglia del Mare di Giava, subendo una pesante disfatta. I tre cacciatorpediniere britannici si trovavano in testa alla linea di fila di incrociatori alleati quando, alle 16:12, si ebbe il primo contatto con le forze navali giapponesi; ne seguì un confuso scontro a colpi di cannone e siluro in mezzo alle nuvole di fumo. Dopo che l'Exeter venne danneggiato dal tiro giapponese, alle 17:25 Doorman ordinò ai tre cacciatorpediniere britannici di lanciare un contrattacco con i loro siluri per coprire la ritirata dell'incrociatore: l'azione non sortì effetto e anzi fu l'Electra a essere centrato e affondato dal tiro nemico. L'Encounter e il Jupiter si riunirono ai restanti incrociatori di Doorman alle 19:27, tornati nuovamente a ingaggiare le unità giapponesi verso le 21:00; il Jupiter affondò alle 21:25 dopo aver accidentalmente urtato una mina olandese e l'Encounter perse il contatto con le unità alleate, finendo infine con l'invertire la rotta e fare ritorno verso Surabaya.

### L'affondamento
Dopo essersi fermato, intorno alle 23:30, per recuperare dal mare i 113 naufraghi del cacciatorpediniere olandese Hr. Ms. Kortenaer (affondato nelle prime fasi della battaglia), l'Encounter fece il suo ingresso a Surabaya nelle prime ore del 28 febbraio. Con Doorman ucciso e le sue unità per la maggior parte affondate o danneggiate nella precedente battaglia non c'era più nulla che le forze navali dell'ABDA Command potessero fare per contrastare l'invasione giapponese di Giava, e alle 19:00 del 28 febbraio l'Encounter e il cacciatorpediniere statunitense USS Pope lasciarono Surabaya di scorta al danneggiato Exeter, nel tentativo di condurlo in salvo a Colombo. Le unità alleate diressero inizialmente verso est, per poi piegare a nord passando a oriente dell'isola di Bawean e infine fare rotta verso ovest alla volta dello Stretto della Sonda; la formazione doveva procedere a velocità ridotta a causa dei danni patiti dall'Exeter, e nessuna delle unità alleate poteva essere considerata come pienamente pronta al combattimento: l'Encounter, in particolare, aveva esaurito tutta la scorta di siluri nella precedente battaglia e non aveva potuto imbarcarne di nuovi a Surabaya.
Le navi alleate furono ben presto avvistate dai ricognitori giapponesi, e una formazione navale forte di quattro incrociatori pesanti e altrettanti cacciatorpediniere nipponici fu subito diretta al loro intercettamento. Le navi anglo-statunitensi furono avvistate alle 07:50 del 1º marzo, e i giapponesi serrarono subito le distanze per attaccarle: mentre l'Exeter tetava di rispondere il qualche modo al fuoco, l'Encounter e il Pope cercavano di coprirlo con una cortina fumogena. Alle 11:20 l'Exeter fu colpito in un punto vitale, si arrestò e venne ben presto finito dal fuoco nemico affondando alle 11:50. Poco prima anche l'Encounter dovette arrestarsi, dopo essere stato raggiunto da schegge di colpi giapponesi che danneggiarono le sale macchine e privarono l'unità di energia elettrica; ormai un bersaglio immobile, il cacciatorpediniere fu cannoneggiato dagli incrociatori giapponesi Ashigara e Myoko finché tutti i suoi cannoni furono zittiti uno dopo l'altro. Fu quindi ordinato l'abbandono della nave, e lo scafo dell'Encounter fu autoaffondato infine alle 12:10 nella posizione 4°30′S 111°00′E. Esauriti i siluri, il gregario Pope tentò di fuggire dal luogo dello scontro ma fu a sua volta braccato e affondato intorno alle 14:40.
Otto uomini dell'equipaggio dell'Encounter furono uccisi nella battaglia. I 149 naufraghi del cacciatorpediniere rimasero per un giorno in acqua aggrappati a detriti, zattere e giubbotti di salvataggio, prima di essere soccorsi dal cacciatorpediniere giapponese Ikazuchi ed essere quindi condotti a Giava dove rimasero in prigionia fino alla fine della guerra; 37 o 38 dei superstiti del cacciatorpediniere morirono durante il periodo di detenzione in mano ai giapponesi. Il relitto dell'Encounter fu localizzato una prima volta da alcuni sommozzatori amatoriali nel febbraio 2007, adagiato sul fondo a una profondità di 60-61 metri; benché il sito fosse ufficialmente protetto in quanto sacrario militare, rilevazioni eseguite nel 2016 rivelarono che il relitto era stato ormai quasi completamente smantellato in maniera illegale dai locali cercatori di rottami ferrosi.